# Juncus acuminatus
Juncus acuminatus là một loài thực vật có hoa trong họ Juncaceae. Loài này được Michx. mô tả khoa học đầu tiên năm 1803.

## Hình ảnh

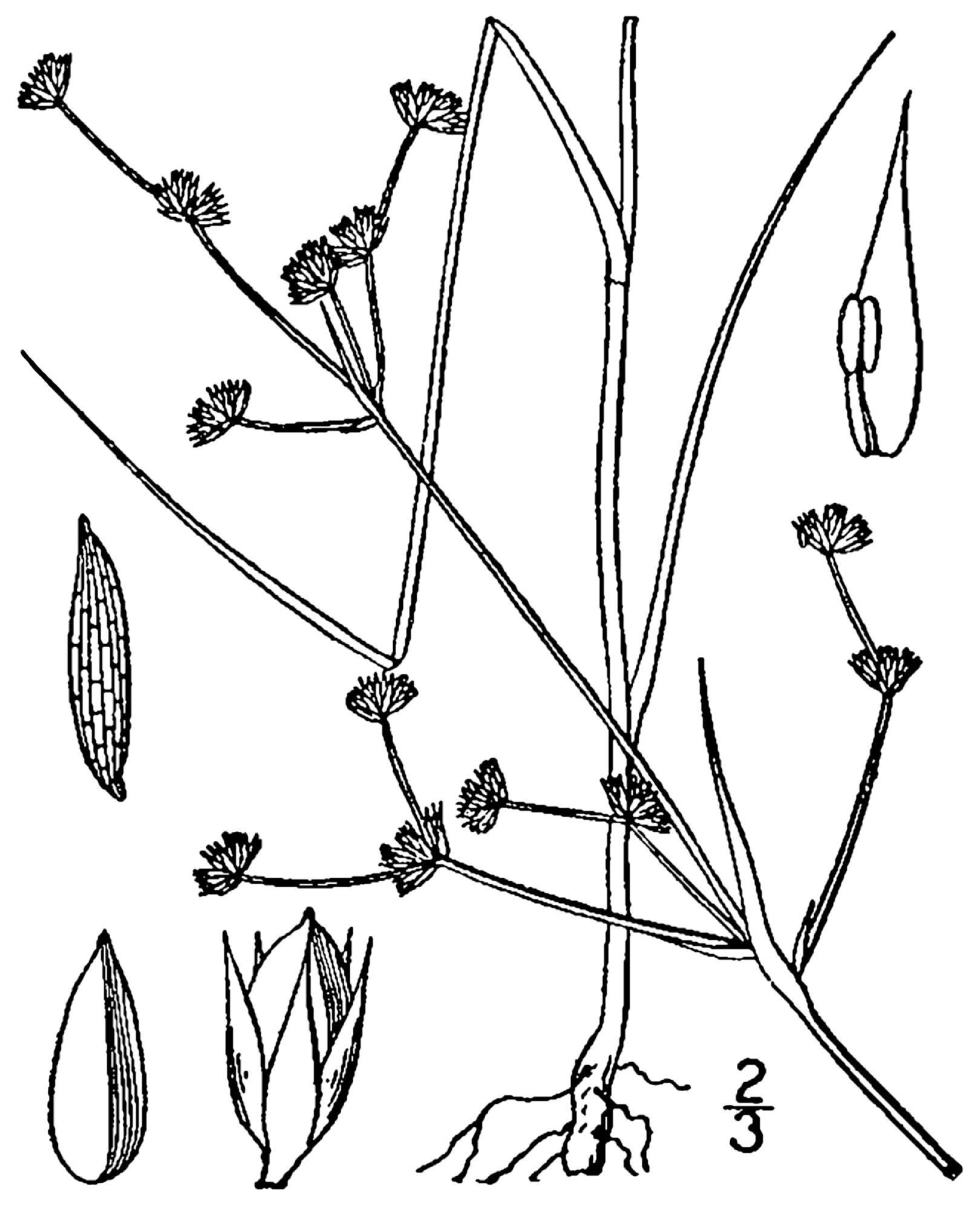
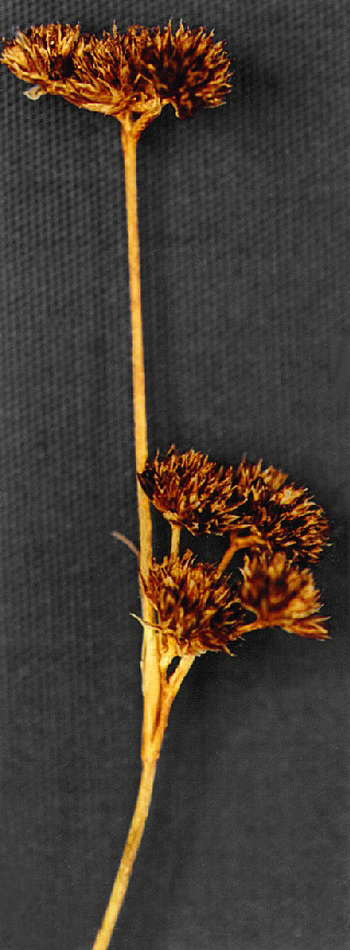
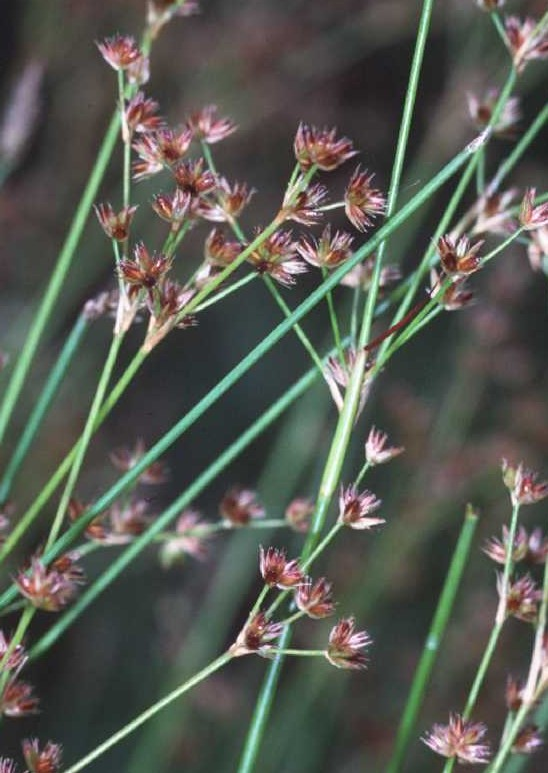